# Natinho da Ginga
Natinho da Ginga, nome artístico de Raimundo Nonato do Nascimento (Trairi, 1 de abril de 1966), é um cantor, compositor e produtor musical brasileiro.
Seu nome está relacionado ao sucesso de muitas bandas de forró eletrônico do Nordeste, que fizeram sucesso entre o final da década de 80 até o começo dos anos 2000.

## Biografia
Natinho da Ginga começou a participar de shows de calouros aos 7 anos de idade, depois daí passou a compor canções e participar de festivais. Viajou para o Rio de Janeiro, onde aprendeu a produzir a fazer arranjos musicais. Ao retornar para o Nordeste, começou a produzir alguns artistas e chegou a lançar a Banda Passport, em 1989. A banda fez bastante sucesso naquele ano e em seguida veio o lançamento da banda Forró Maior, em 1990.
Natinho da Ginga também deu sua contribuição no lançamento das banda Mastruz Com Leite, Sirano & Sirino, Caviar Com Rapadura, Baby Som, Calcinha Preta e Oxente Music, (sendo esta última, de sua propriedade), dentre outros artistas.
Como produtor musical, participou da gravação de discos de diversas bandas, como: Aviões do Forró (em início de carreira), Forrozão Tropikálya, Zanzibar, Painel de Controle, Vicente Nery, Garota Safada (em início de carreira), Beto Barbosa, dentre outros.
Natinho da Ginga tornou-se referencia no mercado do forró e também chegou a produzir projetos em parcerias com grandes gravadoras, como a Sony Music. Ele cita, que já coleciona mais de 600 canções de sua autoria, além de ter contribuído com mais de 300 artistas.
No Piauí, Natinho da Ginga deu sua contribuição para o início da carreira da Banda Vênus e chegou a produzir também o cantor piauiense Frank Aguiar.